# Nyctiophylax simaritensis
Nyctiophylax simaritensis is een schietmot uit de familie Polycentropodidae. De soort komt voor in het Oriëntaals gebied.